# Evidensbaseret medicin
Evidensbaseret medicin er en bestemt form for klinisk beslutningsproces – altså en måde at praktisere på som læge, kiropraktor (klinisk biomekanik), sygeplejerske, fysioterapeut etc. når man undersøger og/eller behandler patienter, når man giver en prognose for et sygdomsforløb samt i sygdomsforebyggende arbejde.
I behandlingen af patienter er evidensbaseret medicin karakteriseret ved at klinikeren bevidst træffer beslutninger om hvilken behandling der skal iværksættes eller anbefales overfor en patient ud fra den bedste evidens om virkningen af (og bivirkninger ved) forskellige behandlinger der foreligger.
‘Den bedste evidens’ betyder her de mest muligt “kritiske” empiriske undersøgelser, hvor muligheder for fejl fx pga. confoundere så vidt muligt er minimeret – først og fremmest publicerede resultater af randomiserede kliniske undersøgelser (RCT) (engelsk: Randomised controlled trials)). Klinikeren skal også søge efter undersøgelser af behandlingens bivirkninger ved forskellige behandlinger, gerne omfattende kohorteundersøgelser.
Findes der ikke RCT-undersøgelser af en behandlings effekt (eller endnu bedre: en metaanalyse der konkluderer ud fra flere forskellige RCT-undersøgelser) af tilstrækkelig kvalitet, må klinikeren ty til lavere rangerede undersøgelser, hvor mindre pålidelige metoder er anvendt, jf. evidensstyrketabellen:
Styrken af evidens opdeles indenfor evidensbaseret medicin i 5 kategorier:
1. Metaanalyser og randomiserede kontrollerede undersøgelser (RCT)
2. Kontrollerede ikke randomiserede undersøgelser og kohorteundersøgelser
3. Case-control undersøgelser engelsk: Case-control og "økologiske" undersøgelser engelsk: Ecological studies
4. Case-serier eller observationsstudier engelsk: Case-series study
5. Ekspertvurderinger, konsensus blandt eksperter, deduktion fra mere grundlæggende viden (fx fysiologisk viden eller biokemiske forskningsresultater) og klinikerens egne erfaringer med virkningen af forskellige behandlinger

Oxford Centre for Evidence-based Medicine har en mere detaljeret evidensstyrketabel.
Klinikeren skal under alle omstændigheder, så vidt muligt, forsøge at vurdere pålideligheden af de forskellige undersøgelser (vurdere deres "interne validitet") og foretage en afvejning i tilfælde af at de forskellige undersøgelsers resultater strider mod hinanden angående hvorvidt en behandling virker.
Klinikeren skal endvidere vurdere om den konkrete patient afviger så meget fra de patienter/forsøgspersoner der indgår i fx de publicerede RCT-undersøgelser, at disse undersøgelsers resultater ikke umiddelbart kan bruges. Det kan være nødvendigt at inddrage blandt andet grundvidenskabelig viden for at vurdere virkningen af behandlingen på den konkrete patient eller for at tilpasse en behandling til den konkrete patient. Endvidere er patientens præferencer/ønsker (ang. hvor højt patienten vægter fx bivirkninger, genvinding af funktionalitet etc.) også relevante i vurderingen af hvilken behandling der er den bedste.
Derfor bør ikke bare den fundne evidens for en behandlings mere generelle virkning og bivirkninger, men også selve behandlerens kliniske beslutningsproces vurderes kritisk – om muligt blandt andet ved empirisk test af arbejdsmetoder frem mod den individualiserede behandling af patienter.